# Институт геохимии и аналитической химии имени В. И. Вернадского РАН
Институ́т геохи́мии и аналити́ческой хи́мии им. В. И. Верна́дского (аббр.: ГЕОХИ РАН) — научный институт Российской академии наук специализирующийся на изучении геохимии, биогеохимии, качественного и количественного состава земного и внеземного вещества.
Здание института расположено в Москве на углу проспекта Вернадского и улицы Косыгина недалеко от станции метро «Воробьёвы горы».

## История
В 1928—1934 годах в составе Радиевого института функционировала Биогеохимическая лаборатория Академии наук (БИОГЕЛ) под руководством В. И. Вернадского. В марте 1943 года она была преобразована в Лабораторию геохимических проблем АН СССР.
В марте 1947 года был создан Институт геохимии и аналитической химии им. В. И. Вернадского АН СССР. С 3 апреля, в соответствии с приказом своего первого директора академика А. П. Виноградова, Институт начал функционировать в этом статусе.
В первые годы после войны Институт занимался проблемами атомной энергетики. Принимал участие в аналитическом обеспечении технологических процессов производства на радиохимических предприятиях плутониевого комплекса. Здесь решались фундаментальные вопросы радиохимии, разделения трансурановых элементов, поиска уранового сырья. Институт активно работал над проблемами получения сверхчистых веществ, методами анализа, выделения и поиска в природе редких элементов.
С приходом космической эры Институт стал головным в области исследования Луны и планет. В Институте были разработаны научные приборы, которые устанавливались на космические аппараты, направлявшиеся к Луне и Венере, и принесли первые сведения об их вещественном составе. В Институт поступили и до сих пор хранятся в его специальной лаборатории образцы лунного грунта, доставленного советскими автоматическими станциями «Луна-16», «Луна-20» и «Луна-24», а также американскими кораблями «Аполлон». Институт располагает уникальной коллекцией метеоритов. Метеориты и лунный грунт экспонируются в общедоступном институтском Музее внеземного вещества.
В Институте были развиты эффективные методы концентрирования, экстракции и сорбции, открыты новые реагенты, позволившие улучшить селективность, чувствительность и точность определений и обеспечившие существенный прогресс отечественной аналитической химии. Институт располагает мощной аналитической базой.
Институт имеет большой опыт радиогеохимических исследований, в числе которых изучение глобальных выпадений радионуклидов при испытании атомного оружия, работы при ликвидации последствий Чернобыльской катастрофы и радиоэкологические исследования в районе комбината «Маяк» на Южном Урале.
Геохимия земной коры и мантии, поведение вещества при высоких давлениях и температурах, природа и особенности разных проявлений магматизма, вопросы рудообразования, занимали центральное место в работах Института в течение всей его истории.
Значительное место в работах Института занимают исследования по геохимии океана. В Институте имеется собственное океанографическое судно «Академик Борис Петров», на котором учёными Института в ходе многочисленных экспедиций получены важные сведения о строении дна океана, процессах происходящих в морских осадках.
Институт является ведущим в области геохимии углерода — элемента, поведение которого глубже всего отражает взаимодействие живой и неживой природы, включая процессы нефте- и газообразования, синтеза алмазов, эволюции биосферы и др. В Институте зародилась отечественная школа изотопной геохимии. Работы, выполненные в Институте в области геохимии изотопов углерода, кислорода, серы, изотопии свинца и благородных газов явились крупным вкладом в мировую науку.
В Институте создаются новые методы и приборы для контроля состояния окружающей среды. Последние годы были критическими в развитии российского общества. Несмотря на трудности, затронувшие Институт в период 1990—2000-х годов, он остаётся мощным научным организмом, обладающим огромным техническим и интеллектуальным потенциалом.

### Директора
- 1947—1975 — Александр Виноградов,
- 1975—1993 — Валерий Барсуков,
- 1993—2015 — Эрик Галимов,
- 2015—2021 — Юрий Костицын,
- с 2021 года исполняющим обязанности, а с 26 января 2023 — директором является Руслан Хамизов[5][6].

## Подразделения

### Геохимия
Лаборатории:
- геохимии твёрдого тела
- термодинамики и математического моделирования природных процессов
- геохимии мантии Земли
- экологической геохимии
- геохимии углерода
- биогеохимии окружающей среды
- геохимии щелочных пород
- геохимии магматических и метаморфических пород
- сравнительной планетологии. Первым заведующим был К. П. Флоренский, считающийся одним из основателей сравнительной планетологии.
- метеоритики
- теоретических основ прикладной геохимии
- геохимии осадочных пород
- геохимии и аналитической химии благородных металлов
- гидрогеохимических и гидротермальных процессов
- геохимии планет
- экспериментального моделирования природных процессов
- изотопной геохимии и геохронологии
- морской геоэкологии
- регионального геоинформационного анализа
- геоморфологии и тектоники дна океана
- космохимии
- геохимии и литологии осадков Мирового океана

### Аналитическая химия
Лаборатории:
- концентрирования
- органических реагентов
- химических сенсоров и определения газообразующих примесей
- радиоаналитических и электрохимических методов
- сорбционных методов
- молекулярного моделирования и спектроскопии
- Лаборатория прецизионного аналитического приборостроения
- анализа вещества
- радиохимии
- информационных, прогнастических и управленческих систем

А также:
- Отдел морских экспедиций
- Группа «Научное наследие В. И. Вернадского и его школы»
- Отдел аспирантуры
- Научная библиотека Института
- Научно-образовательный центр ГЕОХИ РАН «Компьютерное моделирование гидрогеохимических процессов»

## Награды
- 1967 год — Орден Ленина. (Указ президиума Верховного Совета № 1003-VII от 19.04.1967 года);
- 1985 год — Орден Октябрьской Революции (Указ президиума Верховного Совета № 1857-XII от 08.02.1985 года).